# Futbol'nyj Klub Zenit Sankt-Peterburg 2010
Questa voce raccoglie le informazioni riguardanti il Futbol'nyj Klub Zenit Sankt-Peterburg nelle competizioni ufficiali della stagione 2010.

## Rosa
| N. |                       | Ruolo | Calciatore         |
| -- | --------------------- | ----- | ------------------ |
|    | Portogallo (bandiera) | D     | Bruno Alves        |
| 2  | Russia (bandiera)     | D     | Aleksandr Anjukov  |
| 3  | Portogallo (bandiera) | D     | Fernando Meira     |
| 4  | Croazia (bandiera)    | D     | Ivica Križanac     |
| 6  | Belgio (bandiera)     | D     | Nicolas Lombaerts  |
| 7  | Rep. Ceca (bandiera)  | D     | Radek Šírl         |
| 8  | Serbia (bandiera)     | A     | Danko Lazović      |
| 10 | Portogallo (bandiera) | C     | Danny              |
| 11 | Russia (bandiera)     | A     | Aleksandr Keržakov |
| 14 | Slovacchia (bandiera) | D     | Tomáš Hubočan      |
| 15 | Russia (bandiera)     | C     | Roman Širokov      |
| 16 | Russia (bandiera)     | P     | Vjačeslav Malafeev |
| 15 | Russia (bandiera)     | C     | Sergej Semak       |

| N. |                        | Ruolo | Calciatore          |
| -- | ---------------------- | ----- | ------------------- |
| 17 | Italia (bandiera)      | A     | Alessandro Rosina   |
| 18 | Russia (bandiera)      | C     | Konstantin Zyrjanov |
| 20 | Russia (bandiera)      | C     | Viktor Fajzulin     |
| 22 | Russia (bandiera)      | P     | Dmitry Borodin      |
| 23 | Ungheria (bandiera)    | C     | Szabolcs Huszti     |
| 27 | Russia (bandiera)      | C     | Igor' Denisov       |
| 28 | Danimarca (bandiera)   | D     | Michael Lumb        |
| 30 | Bielorussia (bandiera) | P     | Jury Žaŭnoŭ         |
| 34 | Russia (bandiera)      | C     | Vladimir Bystrov    |
| 57 | Russia (bandiera)      | C     | Aleksej Ionov       |
| 99 | Russia (bandiera)      | A     | Maxim Kanunnikov    |

## Risultati

### Campionato
| Samara 13 marzo 2010 1ª giornata | Kryl'ja Sovetov Samara | 0 – 1 referto | Zenit San Pietroburgo | Stadio Metallurg (Samara) |

| San Pietroburgo 21 marzo 2010 2ª giornata | Zenit San Pietroburgo | 1 – 1 referto | Spartak Mosca | Stadio Petrovskij |

| Chimki 27 marzo 2010 3ª giornata | Dinamo Mosca | 1 – 2 referto | Zenit San Pietroburgo | Arena Chimki |

| Chimki 28 aprile 2010 4ª giornata | CSKA Mosca | 0 – 2 referto | Zenit San Pietroburgo | Arena Chimki |

| San Pietroburgo 11 aprile 2010 5ª giornata | Zenit San Pietroburgo | 1 – 0 referto | Lokomotiv Mosca | Stadio Petrovskij |

| Tomsk 17 aprile 2010 6ª giornata | Tom' Tomsk | 0 – 0 referto | Zenit San Pietroburgo | Trud Stadium |

| San Pietroburgo 25 aprile 2010 7ª giornata | Zenit San Pietroburgo | 0 – 0 referto | Terek Groznyj | Stadio Petrovskij |

| Ramenskoe 2 maggio 2010 8ª giornata | Saturn | 0 – 1 referto | Zenit San Pietroburgo | Saturn Stadium |

| San Pietroburgo 6 maggio 2010 9ª giornata | Zenit San Pietroburgo | 3 – 1 referto | Spartak-Nal'čik | Stadio Petrovskij |

| Perm' 10 maggio 2010 10ª giornata | Amkar Perm' | 0 – 2 referto | Zenit San Pietroburgo | Stadio Zvezda |

| San Pietroburgo 4 luglio 2010 11ª giornata | Zenit San Pietroburgo | 2 – 1 referto | Anži | Stadio Petrovskij |

| Vladikavkaz 9 luglio 2010 12ª giornata | Alanija Vladikavkaz | 1 – 3 referto | Zenit San Pietroburgo | Respublikanskij stadion Spartak |

| San Pietroburgo 17 luglio 2010 13ª giornata | Zenit San Pietroburgo | 2 – 0 referto | Sibir' | Stadio Petrovskij |

| Rostov sul Don 24 luglio 2010 14ª giornata | Rostov | 1 – 3 referto | Zenit San Pietroburgo | Stadio Olimp-2 |

| San Pietroburgo 31 luglio 2010 15ª giornata | Zenit San Pietroburgo | 2 – 0 referto | Rubin | Stadio Petrovskij |

| Mosca 27 ottobre 2010 16ª giornata | Spartak Mosca | 1 – 0 referto | Zenit San Pietroburgo | Stadio Lužniki |

| San Pietroburgo 14 agosto 2010 17ª giornata | Zenit San Pietroburgo | 1 – 1 referto | Dinamo Mosca | Stadio Petrovskij |

| San Pietroburgo 10 novembre 2010 18ª giornata | Zenit San Pietroburgo | 1 – 3 referto | CSKA Mosca | Stadio Petrovskij |

| Mosca 29 agosto 2010 19ª giornata | Lokomotiv Mosca | 0 – 3 referto | Zenit San Pietroburgo | Stadio Lokomotiv |

| San Pietroburgo 11 settembre 2010 20ª giornata | Zenit San Pietroburgo | 2 – 0 referto | Tom' Tomsk | Stadio Petrovskij |

| Groznyj 20 settembre 2010 21ª giornata | Terek Groznyj | 0 – 0 referto | Zenit San Pietroburgo | Stadio Sultan Bilimkhanov |

| San Pietroburgo 25 settembre 2010 22ª giornata | Zenit San Pietroburgo | 6 – 1 referto | Saturn | Stadio Petrovskij |

| Nal'čik 3 ottobre 2010 23ª giornata | Spartak-Nal'čik | 2 – 3 referto | Zenit San Pietroburgo | Respublikanskij stadion Spartak |

| San Pietroburgo 16 ottobre 2010 24ª giornata | Zenit San Pietroburgo | 2 – 0 referto | Amkar Perm' | Stadio Petrovskij |

| Machačkala 24 ottobre 2010 25ª giornata | Anži | 3 – 3 referto | Zenit San Pietroburgo | Stadio Dinamo |

| San Pietroburgo 31 ottobre 2010 26ª giornata | Zenit San Pietroburgo | 3 – 0 referto | Alanija Vladikavkaz | Stadio Petrovskij |

| Novosibirsk 7 novembre 2010 27ª giornata | Sibir' | 2 – 5 referto | Zenit San Pietroburgo | Spartak Stadium |

| San Pietroburgo 14 novembre 2010 28ª giornata | Zenit San Pietroburgo | 5 – 0 referto | Rostov | Stadio Petrovskij |

| Kazan' 20 novembre 2010 29ª giornata | Rubin | 2 – 2 referto | Zenit San Pietroburgo | Stadio Centrale di Kazan' |

| San Pietroburgo 28 novembre 2010 30ª giornata | Zenit San Pietroburgo | 0 – 0 referto | Kryl'ja Sovetov Samara | Stadio Petrovskij |

### Coppa di Russia
| San Pietroburgo 13 luglio 2010 | Dinamo San Pietroburgo | 1 – 3 referto | Zenit San Pietroburgo | Stadio Petrovskij |

| Groznyj 1º marzo 2011 | Anži | 2 – 3 referto | Zenit San Pietroburgo | Stadio Sultan Bilimkhanov |

| San Pietroburgo 20 aprile 2011 | Zenit San Pietroburgo | 0 – 2 referto | CSKA Mosca | Stadio Petrovskij |

### Champions League
| Bucarest 27 luglio 2010, ore 19:30 CEST Terzo turno preliminare - andata | Unirea Urziceni | 0 – 0 referto | Zenit San Pietroburgo | Steaua Stadium\| Arbitro: \| Bruno Paixão \| |
| Arbitro:                                                                 | Bruno Paixão    |               |                       |                                              |

| Arbitro: | Mike Dean |

|           |           |  |
| Danny 33’ | Marcatori |  |

| Arbitro: | Björn Kuipers |

|             |           |  |
| Keržakov 3’ | Marcatori |  |

| Arbitro: | Damir Skomina |

|                       |           |  |
| Hengbart 9’ Jeleń 53’ | Marcatori |  |

### Europa League
| Arbitro: | Manuel Gräfe |

|            |           |                        |
| Juhasz 66’ | Marcatori | 8’, 33’, 44’ Kerzhakov |

| Arbitro: | Milorad Mažic |

|                                                    |           |                                   |
| Hubocan 1’ Bruno Alves 13’ Lazovic 43’ (rig.), 57’ | Marcatori | 37’ Liberopoulos 83’ (rig.) Kafes |

| Arbitro: | Libor Kovařik |

|                        |           |  |
| Bukharov 25’ Danny 68’ | Marcatori |  |

| Arbitro: | Eduardo Iturralde González |

|                          |           |                                        |
| Ljubičić 68’ Vukusic 82’ | Marcatori | 31’ Ionov 48’ (rig.) Huszti 52’ Rosina |

| Arbitro: | Marcin Borski |

|                                   |           |          |
| Ionov 12’ Bukharov 65’ Huszti 88’ | Marcatori | 87’ Kanu |

| Arbitro: | Saïd Ennjimi |

|  |           |                                     |
|  | Marcatori | 43’ Bukharov 67’ Rosina 88’ Denisov |

| Arbitro: | Anastassios Kakos |

|                        |           |               |
| Lulić 46’ Mayuka 90+3’ | Marcatori | 20’ Lombaerts |

| Arbitro: | Kristinn Jakobsson |

|                                    |           |           |
| Lazović 41’ Semak 52’ Shirokov 76’ | Marcatori | 21’ Jemal |

| Arbitro: | Mark Clattenburg |

|                                |           |  |
| de Jong 25’ 90+2’ Landzaat 56’ | Marcatori |  |

| Arbitro: | Jonas Eriksson |

|                            |           |  |
| Shirokov 16’ Kerzhakov 38’ | Marcatori |  |